# Deuxième circonscription de la préfecture de Miyagi
La deuxième circonscription de la préfecture de Miyagi (宮城県第2区, Miyagi-ken dai-ni-ku) est l'une des cinq circonscriptions législatives que compte la préfecture de Miyagi au Japon.

## Description géographique
La deuxième circonscription de la préfecture de Miyagi regroupe les arrondissements de Miyagino, Wakabayashi et Izumi de la ville de Sendai,.

## Députés
| Législature | Début de mandat | Fin de mandat | Député élu          | Parti politique | Parti politique |
| ----------- | --------------- | ------------- | ------------------- | --------------- | --------------- |
| 41e         | 1996            | 2000          | Masashi Nakano (ja) |                 | PLD             |
| 42e         | 2000            | 2003          | Sayuri Kamata       |                 | PDJ             |
| 43e         | 2003            | 2005          | Sayuri Kamata       |                 | PDJ             |
| 43e         | 2005            | 2005          | Ken'ya Akiba        |                 | PLD             |
| 44e         | 2005            | 2009          | Ken'ya Akiba        |                 | PLD             |
| 45e         | 2009            | 2012          | Yasunori Saitō (ja) |                 | PDJ             |
| 46e         | 2012            | 2014          | Ken'ya Akiba        |                 | PLD             |
| 47e         | 2014            | 2017          | Ken'ya Akiba        |                 | PLD             |
| 48e         | 2017            | 2021          | Ken'ya Akiba        |                 | PLD             |
| 49e         | 2021            | 2024          | Sayuri Kamata       |                 | PDC             |
| 50e         | 2024            | -             | Sayuri Kamata       |                 | PDC             |